# Zackelfall
Der Zackelfall (pl. Wodospad Kamieńczyka) ist der höchste Wasserfall in den polnischen Sudeten bei Szklarska Poręba (dt. Schreiberhau).
Die Zackel (auch mit männlichem Artikel bzw. im Diminutiv das Zackerle, pl. Kamieńczyk übersetzt Steinbach), ein Nebenfluss des Zacken, entspringt in einer Höhe von 1260 m über Normalnull auf der Wiesenenklave Hala Szrenicka (dt. Grenzwiese) zwischen den Nordhängen von Wasserkoppe (cs. Luboch, pl. Kamiennik) und Reifträger (pl. Szrenica). Von einer Höhe von 846 m fällt der Wildbach in drei Kaskaden 27 m tief in einen kleinen See, den herabstürzendes Wasser und mitgerissener Gesteinsschotter in einem sog. Erosionskessel gebildet haben.

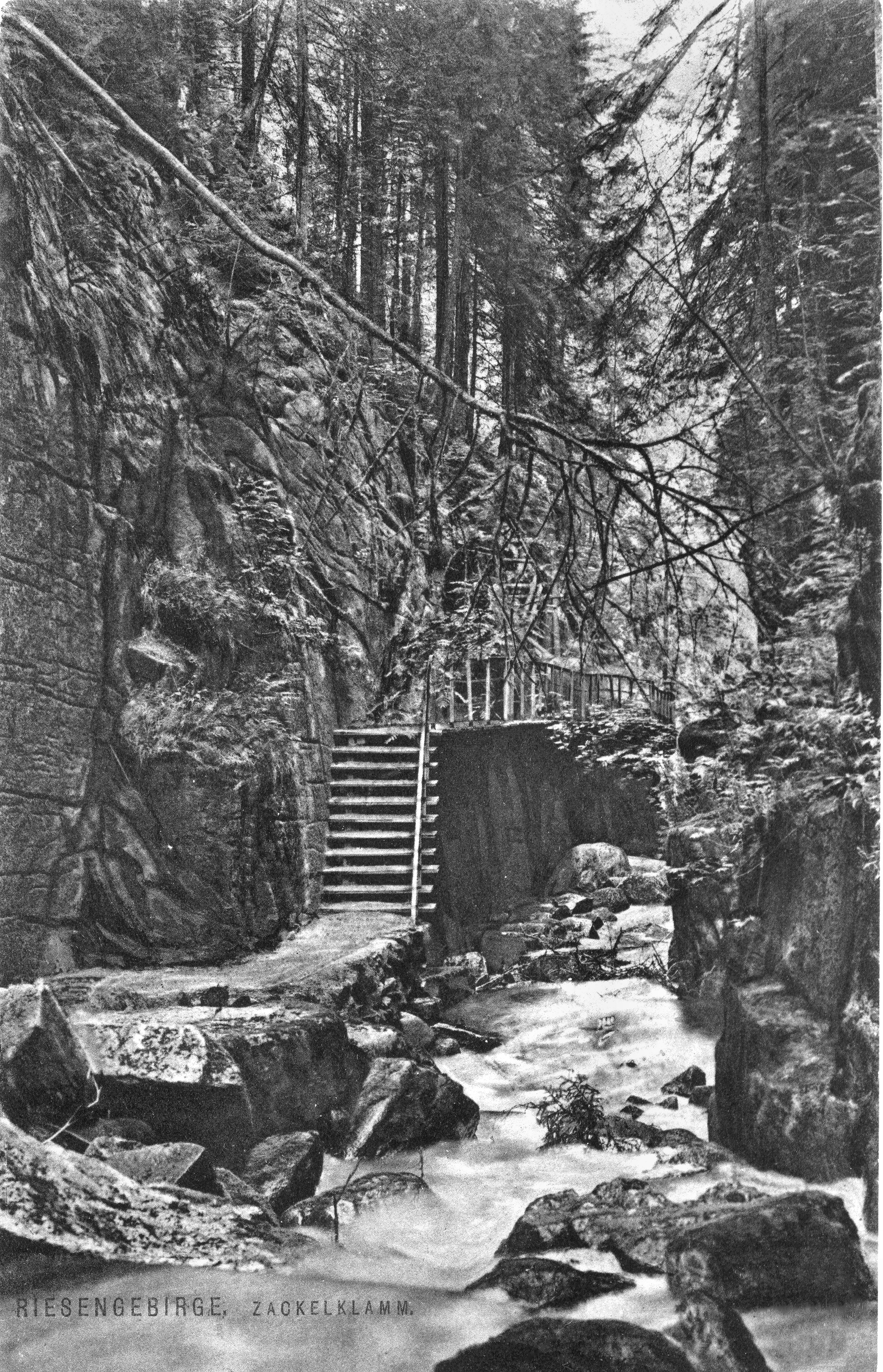
Die Zackelklamm,
Anfang des 20. Jahrhunderts

Unter der mittleren Kaskade befindet sich eine mehrere Meter tiefe Höhle mit dem Namen „Goldenloch“ (pl. Złota Jama), die in der Vergangenheit von Bergleuten beim Schürfen nach Pegmatit und Amethyst auf die heutige Größe vertieft wurde.
Unterhalb des Sees fließt das Wasser durch eine tiefe, einhundert Meter lange Felsenschlucht – die Zackelklamm (pl. Wąwóz Kamieńczyka). Diese Schlucht, die durch flussaufwärts gerichtete Tiefenerosion beim allmählichen Zurückweichen der Fallkante des Wasserfalles entstand, ist an einigen Stellen nicht breiter als vier Meter, die Felswände ragen bis zu 30 m in die Höhe.
Der Wasserfall war bereits im 18. Jahrhundert als beliebtes Reiseziel bekannt. Im Reisebericht "Letters on Silesia" (Briefe über Schlesien) vom 1. August 1800 bemerkte John Quincy Adams, der spätere Präsident der Vereinigten Staaten:

„Um ein leichtes Tagewerk zu haben, entschlossen wir uns es für heute bei der Besichtigung des Zackenfalls bewenden zu lassen. […] Die Lage dieses Wasserfalles ist eben so wild und romantisch als der, welchen die Kochel bildet, und wenigstens dreimal so hoch; welches beinahe hundert und fünfzig Fuß beträgt. Wie an verschiedenen andern Stellen dieser Gegend, scheint auch hier irgend eine gewaltsame Naturbegebenheit die Felsen gespalten, und diese beträchtlichen Klüfte hervorgebracht zu haben, die den Wanderer von so vielen hochliegenden Gegenden herab angähnen. Hier steht man an einer Seite der Kluft, und sieht das Wasser von der andern auf eine Fläche herabstürzen, die dem Standpunkte worauf man sich befindet gleich ist. Zwischen dem Zuschauer und dem Strome ist ein steiler Abgrund, der um so tiefer zu seyn scheint, weil er so enge ist, und dessen Tiefe wohl an hundert Yards betragen mag. Mit Hülfe einer Leiter stieg ich zu dem Grunde hinab, und kroch theils über Felsenstücke, theils über Scheitholz welches in dem Bette des Stromes liegt, bis zu dem Orte hin, wo das Wasser herabfällt.“

Das Gebiet wurde schon bald im Laufe des aufkommenden Tourismus zu Beginn des 19. Jahrhunderts erschlossen. Durch die Klamm führt daher schon lange ein befestigter Steig über Steinstufen und trittsichere Gitterroste. 1973 wurde ein Tourist von einem herabfallenden Felsbrocken erschlagen, weshalb seither Schutzkleidung und Helme getragen werden müssen.
In unmittelbarer Nähe, auf einer Höhe von 830 m liegt die 1995 neu erbaute Bergbaude Schronisko Kamieńczyk. Sie ist der Nachfolgebau der 1984 bei einem Feuer zerstörten Zackelfallbaude, deren Anfänge bis auf die späten 1880er Jahre zurückgingen. Vor dem Zweiten Weltkrieg hatte der Wasserfall den Status eines Naturdenkmals, heute ist er Teil des Nationalparks Riesengebirge. Auf dessen Gebiet befindet sich nur 4,5 km Luftlinie in nordöstlicher Richtung entfernt mit dem Kochelfall (pl. Wodospad Szklarki) auch der zweithöchste Wasserfall im polnischen Teil des Riesengebirges.
Der Zackelfall gilt als ein mögliches Vorbild für die Gestaltung des künstlichen Wasserfalls im Viktoriapark in Berlin-Kreuzberg.
Der Dichter Karl Theodor Körner (1791–1813) schrieb ein Gedicht (ohne Jahresangabe) mit dem Titel:
Der Zackenfall
Brausend stürzt sich die Fluth in die dunkle, schwindelnde Tiefe,

    Und im silbernen Schaum bricht sich die Farbe des Lichts.

Ewig verjüngt sich der Fall, es drängt sich Woge auf Woge,

    Und seit Jahrtausenden kämpft hier mit den Fluthen der Fels.

Aber umsonst nur strebt er dem Elemente entgegen,

    Und der ewige Kampf bleibt das Gesetz der Natur. –

Stolz wie die brausende Fluth, so das kühne Streben des Jünglings,

    Das durch des Schicksals Nacht muthig den Muthigen reißt.

Hell fließt, wie nach dem Sturze der Bach, nach den Kämpfen der Jugend

    Ihm auch des Lebens Strom rein und krystallhell dahin!
Anmerkung

1. ↑  Frühere Quellen sind in der Schreibweise nicht eindeutig. Die Bezeichnung „Zackenfall“ bezieht sich daher nicht etwa auf einen Wasserfall des größeren Zackens.